# M62

Lägeskarta.

M62 är en motorväg i Storbritannien som går mellan Liverpool i väster och Kingston upon Hull i öster. Den är norra Englands mest betydande motorväg i öst-västlig riktning och passerar bland annat städerna Manchester, Bradford, Leeds och Wakefield. De sista två milen till Hull är fyrfältsvägen A63. Väster om M62:s östra ändpunkt går A63 gemensamt med M62 till Leeds. Vägen är en delsträcka i Europaväg 20 och delar viss sträckning med E22, men ingen skyltning om detta förekommer längs vägen. Den är också Storbritanniens högst belägna motorväg (372 meter över havet) där den korsar bergskedjan Penninerna.

## Trafikplatser
|  | Nr  | Skyltning                                            |
|  | 5   | Huyton, Knotty Ash                                   |
|  | 6   | M57, Liverpool, Huyton, Southport, Prescot, Runcorn  |
|  | 7   | Prescot, St Helens, Widnes                           |
|  | 8   | Warrington, Burtonwood                               |
|  | 9   | Warrington, Newton-le-Willows                        |
|  | 10  | M6, Birmingham, Preston, Chester, Manchester Airport |
|  | 11  | Warrington, Birchwood                                |
|  | 12  | M60, M602, Bolton, Bury, Leeds, Salford, Manchester  |
|  | 13  | Swinton                                              |
|  | 14  | St Helens                                            |
|  | 15  | M61, Bolton, Preston                                 |
|  | 16  | Salford, Pendlebury, Kearsley                        |
|  | 17  | Whitefield, Salford, Prestwich                       |
|  | 18  | M60, M66, Bury Blackburn                             |
|  | 19  | Heywood, Middleton                                   |
|  | 20  | A627(M), Rochdale, Oldham, Ashton                    |
|  | 21  | Milnrow, Shaw                                        |
|  | 22  | Saddleworth, Ripponden, Sowerby Bridge               |
|  | 23  | Huddersfield                                         |
|  | 24  | Huddersfield, Halifax                                |
|  | 25  | Brighouse, Halifax, Dewsbury                         |
|  | 26  | M606, Bradford, Halifax, Cleckheaton                 |
|  | 27  | M621, Leeds, Bradford, Batley, Morley                |
|  | 28  | Leeds, Dewsbury                                      |
|  | 29  | M1, London, Leeds, Wakefield                         |
|  | 30  | Rothwell, Wakefield                                  |
|  | 31  | Normanton, Castleford                                |
|  | 32  | Pontefract, Castleford                               |
|  | 32a | A1(M), Wetherby, Doncaster                           |
|  | 33  | Doncaster, Pontefract, Ferrybridge                   |
|  | 34  | Selby, Doncaster                                     |
|  | 35  | M18, Doncaster                                       |
|  | 36  | Goole                                                |
|  | 37  | Howden, Bridlington                                  |
|  | 38  | North Cave, Gilberdyke                               |